# Bland män och får
Bland män och får (originaltitel: Hrútar) är en isländsk dramafilm från 2015 i regi av Grímur Hákonarson. Den handlar om två fjärmade bröder på den isländska landsbygden som tvingas samarbeta för att rädda sina får. Filmen hade premiär den 15 maj vid filmfestivalen i Cannes 2015 där den vann Un certain regard-priset. Den hade isländsk premiär den 28 maj 2015. Den svenska premiären ägde rum den 8 april 2016.

## Rollista (i urval)
- Sigurður Sigurjónsson – Gummi
- Theodór Júlíusson – Kiddi
- Charlotte Bøving – Katrin
- Jon Benonysson – Runólfur
- Gunnar Jónsson – Grímur
- Þorleifur Einarsson – Sindri
- Sveinn Ólafur Gunnarsson – Bjarni

## Mottagande
Alissa Simon vid Variety skrev: "Liksom sin landsman Benedikt Erlingsson i Om hästar och män fångar Hakonarson kärleksfullt en djupt rotad lantlig kultur som är nära knuten till den isländska folksjälen".